# نانسي فريزر
نانسي فريزر (بالإنجليزية: Nancy Fraser)‏ مواليد 20 مايو 1947 في بالتيمور، ماريلاند،
ولدت الفيلسوفة الأمريكيّة نانسي فريزر في 20 ماي 1947 بمدينة البالتيمور من ولاية ميريلاند في الولايات المتحدة. وهي تعدّ من أهم فلاسفة الجيل الثالث لمدرسة فرانكفورت النقدية. وقد تحصّلت على شهادة الماجستير والدكتوراه في الفلسفة من جامعة نيويورك. ودرّست في جامعات عدّة مثل جامعة جورجيا وجامعة ستانفورد وكذلك جامعة نورث ويسترن. والتحقت منذ 1995 بالكلّيّة الجديدة للأبحاث الاجتماعية بنيويورك أستاذةً للفلسفة والعلوم السياسيّة. وحظيت بشهرة أهّلتها لتكون محل ترحاب في عديد الجامعات الأوروبيّة حيث دعيت أستاذة زائرة في هولندا وفرنسا وألمانيا..
من أهمّ مشاغلها نجد موضوع اختصاصها الأوّل وهو الفلسفة السياسيّة، ومن الإشكاليّات التي بحثت فيها نذكر العدالة والحقّ، والنظريّة النسويّة والفضاء العمومي. وعرفت فريزر بقراءاتها النقديّة لمفهوم الفضاء العام لدى هابرماس وقولها بوجود فضاء عام كوني يتجاوز الحدود السياديّة التقليديّة أطلقت عليه اسم «الفضاء العمومي ما بعد البرجوازي» في مقابل ما أسمته «الأنموذج الليبرالي للفضاء العمومي البرجوازي» المتّصل بنظريّة هابرماس. وقد بنت أطروحتها على نظرة نقديّة لنمطي الدولة البرجوازي والاشتراكي، إذ أدركت أنّهما لم يعودا ملائمين لنمط العيش المشترك في زمننا الحاضر فهما لا ينسجمان مع عالم ينشد مواطنة كونيّة تزول فيها الحدود الوطنيّة المألوفة. وأكّدت من ثمّ قيمة هذا الفضاء العمومي في فهم المشكلات الراهنة المتعلقة بالديمقراطيّة فضلا عن أهمّيّته في إنتاج الخطاب النقدي تجاه الدولة. فالبرجوازيّة ليست وحدها من يمثّل هذا الفضاء ويؤطّره، إنّما ثمّة عناصر أخرى لا تقلّ أهمّيّة عنها مثل جمهور المواطنين والنساء والطبقة العاملة وصغار الفلاحين.. وهو جمهور يتميّز بالتعدّد والتنوّع. وقد فرضت هذه الرؤية الجديدة للفضاء العمومي استدعاء مفاهيم النوع والعرق والطبقة لإعادة تمثّله ومقاربته وفهم آليات تشكّله واشتغاله على أسس دوليّة أو كونيّة.
كما اهتمت نانسي فريزر بالمجال الاقتصادي، ومفهوم إعادة التوزيع، حيث بينت في كتابها التصور الراديكالي 2003، أن تصور العدالة لابد أن يعاد فيه النقاش، وأن يتم نتجاوز التصور الماركسي والتصور الليبرالي السياسي لمفهوم العدالة. فهناك حسب طرحها حاجة إلى وضع جديد تسميه «وضع ما بعد الاشتراكية» إعادة النظر هذه، في مفهوم العدالة ينبني على ظهور الحركات الاجتماعية الجديدة من قبيل: الأقليات العرقية والإثنية، الحركة النسائية، حركات الحقوق الجنسية، حركات الثقافات واللغات المهمشة، حركة العاطلين عن العمل، والحركات المتصلة بمختلف المشاكل التي أفرزتها الرأسمالية عبر تطورها التاريخي. هذه الحركات الاجتماعية الجديدة لا تقتصر فقط على المطالبة بإعادة توزيع الموارد، وترى العالم من منظور الإنتاج والطبقة، لكنها تطالب باعتراف اجتماعي وثقافي.

## موقفها من أجل فلسطين
في أعقاب هجوم حماس على إسرائيل عام 2023، وقعت فريزر على الرسالة المفتوحة "الفلسفة من أجل فلسطين"، المنشورة في 1 نوفمبر 2023، والتي تنص، من بين أمور أخرى:
"نحن مجموعة من أساتذة الفلسفة في أمريكا الشمالية وأمريكا اللاتينية وأوروبا الذين نتحدث علناً للتعبير بشكل لا لبس فيه عن تضامننا مع الشعب الفلسطيني ولإدانة [...] المذبحة التي ارتكبتها إسرائيل بكامل طاقتها المالية والمادية والأيديولوجية. ودعم حكوماتنا ضد قطاع غزة. […] يجب على الأشخاص الذين لديهم ضمير أن يرفعوا أصواتهم ضد هذه الفظائع. هذه ليست خطوة صعبة. ومن الأصعب علينا أن نبتعد بصمت وتواطؤ عن الإبادة الجماعية التي تتكشف. […] استمر الحصار المفروض على قطاع غزة منذ 16 عامًا، واحتلال الضفة الغربية وقطاع غزة لمدة 56 عامًا، وتشريد الفلسطينيين من أراضيهم وديارهم في جميع أنحاء فلسطين التاريخية لمدة ثلاثة أرباع قرن، منذ احتلال إسرائيل لأراضيهم تأسست كدولة ذات سيادة عرقية في عام 1948. وليس من قبيل الصدفة أن يصف المراقبون […] اليوم سيطرة إسرائيل على الأراضي الممتدة من نهر الأردن إلى البحر الأبيض المتوسط بأنها نظام فصل عنصري.
وبسبب توقيعها على الرسالة المفتوحة، ألغت جامعة كولونيا بألمانيا منحة ألبرتوس ماغنوس للأستاذية الممنوحة لفريزر في عام 2024 على أساس أن الرسالة المفتوحة شككت في حق إسرائيل في الوجود، ونسبت إرهاب حماس، ودعت إلى مقاطعة أكاديمية وثقافية لإسرائيل. أدان علماء مثل راحيل جايجي، وستيفان ليسينيتش، وهارتموت روزا، وأكسيل هونيث، وأوليفر ناختوي، إلغاء الدعوة. ووصفوها بإنها "محاولة أخرى للحد من النقاش العام والأكاديمي حول إسرائيل وفلسطين من خلال الإشارة إلى خطوط حمراء يفترض أنها واضحة ومحددة رسميًا".

## من مؤلفاتها
- جدالات نسائيّة: مظارحات فلسفيّة (كتاب مشترك مع سيليا بن حبيب وجوديت باتلر ودروسيلا كورنل) (1994)،
- انقطاعات العدالة: تأمّلات نقديّة حول الوضع ما بعد-الاشتراكي (1997)،
- التصوّر الراديكالي: بين إعادة التوزيع والاعتراف (2003)،
- موازين العدالة: إعادة تصوّر الفضاء السياسي في عالم معولم (2008)،
- ماهي العدالة الاجتماعيّة؟ الاعتراف وإعادة التوزيع (2011)،
- ديناميّة النساء (2013).

## روابط خارجية
- نانسي فريزر على موقع IMDb (الإنجليزية)
- نانسي فريزر على موقع مونزينجر (الألمانية)